# Feleacu (gmina)
Feleacu – gmina w Rumunii, w okręgu Kluż. Obejmuje miejscowości Casele Micești, Feleacu, Gheorghieni, Sărădiș i Vâlcele. W 2011 roku liczyła 3923 mieszkańców.